# 야보르

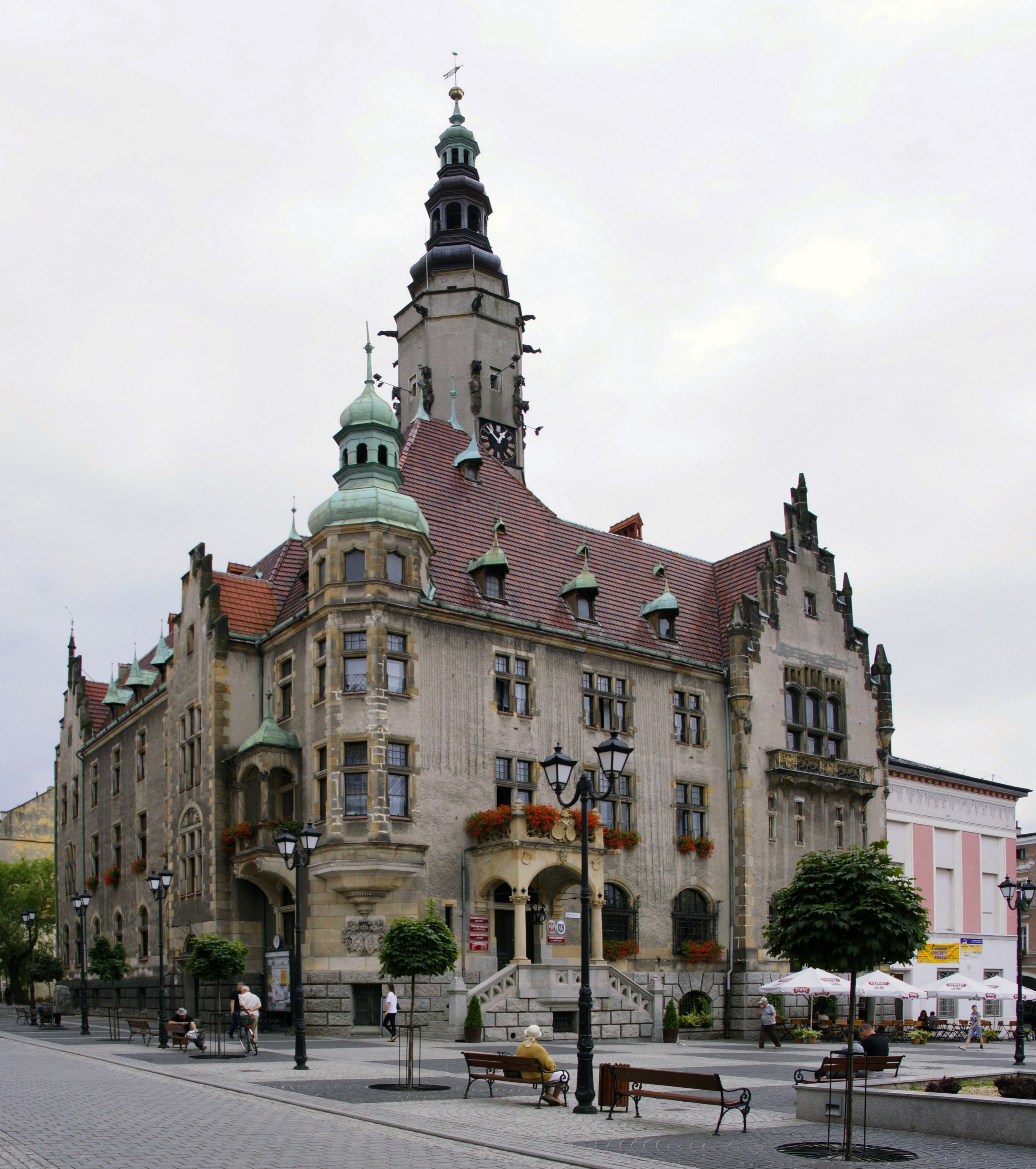
야보르 군청사

야보르(폴란드어: Jawor)는 폴란드 돌니실롱스크주 야보르군에 있는 마을이다. 야보르군의 군청 소재지로, 주도인 브로츠와프에서 서쪽으로 약 61 킬로미터 (38 mi) 떨어져 있다. 이 도시를 가로질러 길이 31마일의 니샤살로나강이 흐른다.